# Гори Лівінгстона
Гори Лівінгстона або гори Кіпенгере (англ. Livingstone Mountains, англ. Kipengere Range) — гори на південному заході Танзанії, на північний схід від озера Ньяса.
Гори Лівінгстона представляють собою групу паралельних хребтів, які простягаються на 160 км між горами Порото на півночі і тектонічної долиною Рухуху на півдні. Найвища точка — гора Мторві (2961 м). Гори складені переважно гранітами і гнейсами. Кількість опадів зазвичай не перевищує 2000 мм. Схили гір покриті саванами й лісами, безлистими в сухий сезон; на вершинах панують гірські степи.
Гори отримали назву на честь шотландського мандрівника Давіда Лівінгстона.